# 清戸道

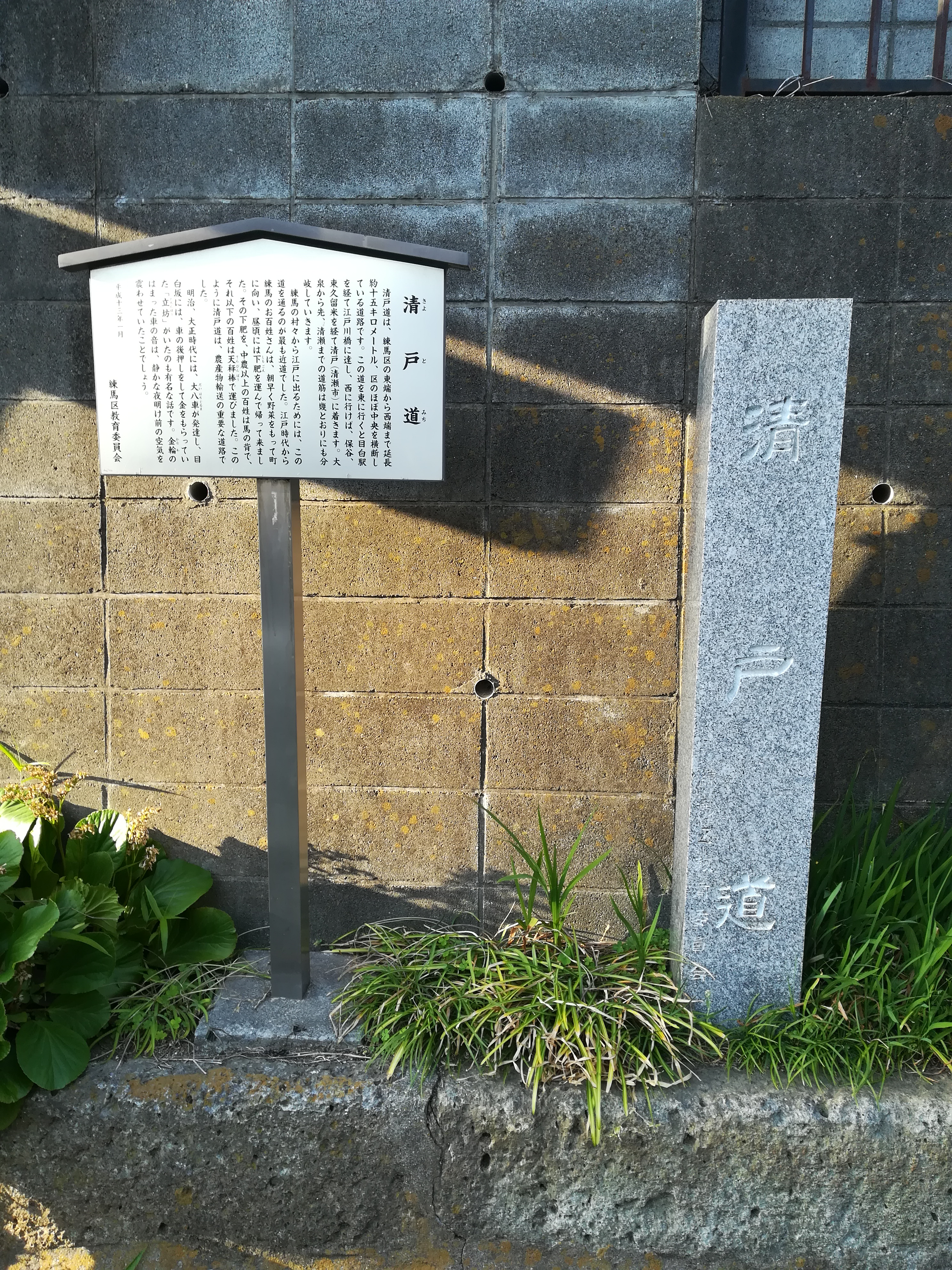
練馬区貫井にある清戸道の石碑

清戸道（きよとみち）は、主に江戸時代に、江戸と武蔵国多摩郡清戸（現在の東京都清瀬市）との間を結んでいた古道である。
神田川に架かる江戸川橋（現・東京都文京区関口付近）を江戸側の起点とし、そこから北西へ約5〜6里（約20〜24km）の武蔵国多摩郡清戸（上清戸村、中清戸村、下清戸村、清戸下宿。現・東京都清瀬市上清戸、中清戸、下清戸、下宿付近）との間を結んでいたとされる。

## 成立の経緯
成立の経緯は明らかではない。江戸時代に尾張藩の鷹場が清戸にあり、そこへ鷹狩に向かう尾張藩主が通ったといわれているが、それよりも、農村であった清戸から、市場である江戸への農産物の輸送路としての役割が大きかった。5〜6里という距離は当時徒歩で1日で往復できる範囲であり、清戸の農民は早暁、野菜等の農産物を背にかついだり荷車に積んだりして出発。江戸に着いたらそれらを市場や町家で売りさばき、また野菜栽培に欠かせない下肥を町家で汲み取り、それらを持って夕方には村へ帰ってこれたものと推測される。これに沿道の豊島郡練馬村（現・東京都練馬区）などから練馬大根をはじめとする農産物の輸送も加わり、そうした往来から自然発生的に道が成立したものと考えられている。
「清戸道」の名称は、江戸時代以前の文献には確認できないが、『新編武蔵風土記稿』では「下高田村」（現・東京都豊島区）の「村の北寄に目白辺より練馬辺への往還掛れり」、「長崎村」（同）の「雑司ヶ谷より練馬村境界に通ずる往来あり、幅五間 」といった形で清戸道に相当する道の記述が見られる。
明治以降の文献では、1885年（明治18年）7月の『渡辺府知事管内巡回記』に、「北豊島郡高田村（現・東京都豊島区）ヨリ埼玉県下小榑村境ニ至ル」と記され、地方税道路として中山道並みの重要な道路として取り扱われている。事実、『北豊島郡誌』によれば、1918年（大正7年）度に行われた1時間平均交通量の調査で、清戸道のそれは中山道に次ぎ、川越街道（国道254号）よりも多かった。
その『北豊島郡誌』には、清戸道の経路について、「清戸道　府費支弁道　東京市小石川区江戸川（現・東京都文京区）より起り、本郡高田村の南部を東西に貫きて長崎村（現・豊島区）に入り、同村と豊多摩郡落合村（現・新宿区）との境界を劃して、上板橋村の南端（以降、現・練馬区）を縫ひ、進んで下練馬村と中新井村との境界に沿うて上練馬村に入り、石神井村に於て富士街道を横ぎり、大泉村の中部を貫走して北多摩郡と埼玉県北足立郡との境界に進む」と記されている。

## 経路
（）内は現在の地名や施設名、及びほぼ比定できる都県道などの名称である。
神田川・江戸川橋（東京都文京区関口）
東京都道8号千代田練馬田無線
目白坂下南交差点
目白坂
「目白坂」（文京区関口）には、江戸時代に「立ん坊」と呼ばれる自由労働者がたむろしていた。この坂で農民が農産物や下肥を満載した荷車を上り下りさせる際に手助けし、その駄賃で生活していた。
椿山荘前付近
東京都道8号千代田練馬田無線（目白通り）
目白台二丁目交差点
目白台二丁目交差点で目白通りに接続する不忍通り（東京都道437号秋葉原雑司ヶ谷線）の坂道は「清戸坂」と呼ばれ、「清戸道へ上がる坂」がその由来となっている。
豊島区南長崎三丁目付近・南長崎交番
南長崎郵便局
豊島区南長崎六丁目付近
千川上水沿い（東京都道439号椎名町上石神井線（千川通り）
練馬区・豊玉北六丁目交差点
東京都道8号千代田練馬田無線
練馬区向山4丁目付近
練馬中入口交差点
石神井川・道楽橋
石神井川に架かる「道楽橋」（練馬区）は、橋の架け替え工事の際に付近の農民を集めたところ、農繁期であったために人員が集まらず、なかなか工事が進まなかったことから、道楽で橋を架けているように見えたためにその名が付いたとされる。
練馬福祉会館前交差点
東京都道8号千代田練馬田無線
谷原交差点・富士街道（ふじ大山道）と交差
東京都道・埼玉県道24号練馬所沢線（大泉街道）
練馬区西大泉・四面塔稲荷前交差点
現在の練馬区西大泉・四面塔稲荷前交差点から清戸までの経路についてははっきりせず、幾つか説がある。
説1
四面塔稲荷前
埼玉県新座市・片山交差点・東京都道・埼玉県道36号保谷志木線と交差
菅沢交差点・埼玉県道・東京都道40号さいたま東村山線と交差
清戸下宿（東京都清瀬市下宿）
説2
四面塔稲荷前
東京都道・埼玉県道24号練馬所沢線
所沢道（埼玉県新座市で合流）
東京都東久留米市金山町一丁目付近
説2の1
東京都東久留米市金山町一丁目付近
衛星センター前交差点
中清戸村と下清戸村の境（東京都清瀬市中清戸）
説2の2
東京都東久留米市金山町一丁目付近
所沢道（東京都道・埼玉県道24号練馬所沢線）
埼玉県新座市新堀二丁目付近・三界万霊塔
新座市・新堀小学校北交差点
上清戸村（東京都清瀬市・中清戸駐在所前交差点）
説2の3
東京都東久留米市金山町一丁目付近
埼玉県新座市新堀二丁目付近・三界万霊塔
所沢道（東京都道・埼玉県道24号練馬所沢線）
上清戸村（東京都清瀬市上清戸）

## 別の道路
上記経路とは別に、現在の東大和市・東村山市・清瀬市を結ぶ古道も「清戸道（清戸街道）」と呼んでいた。
1. 東大和市奈良橋3丁目の日月橋付近（東京都道128号東村山東大和線との交点）から東村山市鷹の道に至る経路
2. 八坂交差点

小平市と東村山市の市境に位置する八坂交差点は、古くから「九道の辻」と呼ばれ、ここから北東へ入る現在は野火止通りと呼ばれる細い道は、清瀬市の清戸に至る道であることから鎌倉時代などには「清戸道」と呼ばれ、交差する九道の中の一道を占めていた。